# SC Wacker Leipzig
SC Wacker Leipzig (celým názvem: Sportclub Wacker 1895 Leipzig) byl německý sportovní klub, který sídlil v lipské městské části Gohlis. Založen byl v roce 1895 po fúzi klubů Concordia Leipzig a Saxonia Leipzig. Svůj poslední název nesl od roku 1918. Zanikl po ukončení druhé světové války, poté co byla všechna dřívější sportovní sdružení v sovětské okupační zóně zrušena. Nástupcem fotbalové činnosti v městské části se stalo mužstvo SG Motor Gohlis-Nord. Největším úspěchem klubu bylo celkem dvojnásobné vítězství ve středoněmeckém mistrovství. Klubové barvy byly modrá a bílá.
Mimo mužský fotbalový oddíl měl sportovní klub i jiné oddíly, mj. oddíl lehké atletiky.

## Historické názvy
Zdroj: 
- 1895 – FC Wacker Leipzig (Fußballclub Wacker 1895 Leipzig)
- 1918 – SC Wacker Leipzig (Sportclub Wacker 1895 Leipzig)
- 1945 – zánik

## Získané trofeje
- Mitteldeutsche Fußballmeisterschaft ( 2× )
  - 1901/02, 1907/08

## Umístění v jednotlivých sezonách
Stručný přehled
Zdroj: 
- 1933–1937: Gauliga Sachsen
- 1937–1940: Bezirksliga Sachsen
- 1940–1941: Gauliga Sachsen
- 1941–1944: Bezirksliga Sachsen

Jednotlivé ročníky
Zdroj: 
Legenda: Z - zápasy, V - výhry, R - remízy, P - porážky, VG - vstřelené góly, OG - obdržené góly, +/- - rozdíl skóre, B - body, červené podbarvení - sestup, zelené podbarvení - postup, fialové podbarvení - reorganizace, změna skupiny či soutěže
| Velkoněmecká říše (1933 – 1944) |                     |        |     |     |     |     |     |     |     |     |        |
| Sezóny                          | Liga                | Úroveň | Z   | V   | R   | P   | VG  | OG  | +/- | B   | Pozice |
| 1933/34                         | Gauliga Sachsen     | 1      | 20  | 9   | 1   | 10  | 50  | 39  | +11 | 19  | 5.     |
| 1934/35                         | Gauliga Sachsen     | 1      | 18  | 5   | 3   | 10  | 21  | 45  | -24 | 13  | 8.     |
| 1935/36                         | Gauliga Sachsen     | 1      | 18  | 7   | 2   | 9   | 31  | 32  | -1  | 16  | 7.     |
| 1936/37                         | Gauliga Sachsen     | 1      | 18  | 1   | 8   | 9   | 27  | 53  | -26 | 10  | 10.    |
| 1937/38                         | Bezirksliga Sachsen | 2      | ... | ... | ... | ... | ... | ... | ... | ... |        |
| 1938/39                         | Bezirksliga Sachsen | 2      | ... | ... | ... | ... | ... | ... | ... | ... |        |
| 1939/40                         | Bezirksliga Sachsen | 2      | ... | ... | ... | ... | ... | ... | ... | ... |        |
| 1940/41                         | Gauliga Sachsen     | 1      | 22  | 3   | 2   | 17  | 32  | 97  | -65 | 8   | 11.    |
| 1941/42                         | Bezirksliga Sachsen | 2      | ... | ... | ... | ... | ... | ... | ... | ... |        |
| 1942/43                         | Bezirksliga Sachsen | 2      | ... | ... | ... | ... | ... | ... | ... | ... |        |
| 1943/44                         | Bezirksliga Sachsen | 2      | ... | ... | ... | ... | ... | ... | ... | ... |        |